# Rijkeova cijev
Rijkeova cijev pretvara toplinu u zvuk, stvaranjem samoproširavajučeg stojnog vala.  To je interesantna pojava u akustici i dobar primjer rezonancije.

## Otkriće
P.L.Rijke bio je profesor fizike na Sveučilištu Leiden u Nizozemskoj, kad je 1859 otkrio način da održi zvuk pomoću topline u cijevi koja je otvorena na oba kraja. Koristio je staklenu cijev, dugačku oko 0,8 m i promjera 3,5 cm. Unutar cijevi, otprilike na 20 cm udaljenosti od jednog otvora, stavio je žičanu gazu kao što je prikazano desno na slici. Trenje sa stjenkom cijevi je dovoljno da bi gaza ostala na mjestu.  Postavio je cijev vertikalno, s gazom u donjoj polovici, te je grijao gazu s plamenom sve dok nije imala crveni sjaj. Dok je maknuo plamen, dobio je glasan zvuk iz cijevi koji je trajao sve dok se gaza nije ohladila (oko 10s).  U modernim stvaranjima ovog eksperimenta sigurnije je koristiti cijev od borosilikatnog stakla ili još bolje od metala. 
                                                                                                        
Umjesto zagrijavanja plamenom Rijke je također pokušao gazu zagrijati električkim grijanjem.  Izrada gaze od elektrootporne žice uzrokuje da gaza zasija crvenom bojom kad kroz nju prolazi dovoljno jaka struja. Sa stalnim dotokom topline, zvuk je također stalan i dosta glasan. Rijke je dobivao pritužbe od svojih sveučilišnih kolega jer navodi da se je zvuk mogao lako čuti tri sobe dalje od njegovog laboratorija. Električna snaga da se to postigne iznosi oko 1 kW. 

Lord Rayleigh, koji je napisao konačan udžbenik o zvuku 1877, predlaže to kao vrlo učinkovito demonstracijsko predavanje. Koristio je cijev od lijevanog željeza dužine 1,5 m i promjera 12 cm s dva sloja gaze izrađene od lijevanog željeza umetnute na četvrtini cijevi. Dodatna gaza služi za zadržavanje više topline, te time je zvuk dugotrajniji. U svojoj knjizi govori da zvuk postiže toliki intenzitet da se soba počela tresti.
“Obrnuti” Rijkeov efekt tj. protjecanje vrućeg zraka kroz hladnu mrežu - prvi put je primijećen od Rijkeovog asistenta Johannesa Bosscha i naknadno ispitan od njemačkog fizičara Petera Theophila Rießa.

## Mehanizam
Zvuk dolazi od stojnog vala, čija je valna duljina oko dvostruke duljine cijevi, dajući temeljnu frekvenciju. Lord Rayleigh, je u svojoj knjizi, točno objasnio kako nastaje zvuk. Protjecanje zraka kroz gazu je kombinacija dvije kretnje. Postoji jednosmjerno gibanje zraka zbog konvekcijske struje koja nastaje kad gaza zagrijava zrak. S tim se gibanjem preklapa i gibanje zbog zvučnog vala.
Pola ciklusa vibracije zrak ulazi u cijev s obje strane dok tlak ne postane maksimalan. Kod druge polovice ciklusa zrak struji prema van dok se ne postigne minimalan tlak. Svako strujanje zraka kroz gazu se zagrijava na temperaturu gaze, te će se pri prenesenoj toplini zraku povisiti tlak prema jednadžbi plina. Kako zrak teče prema gore kroz gazu većina zraka je već zagrijana jer je došao odozdo gdi se je zagrijao u prijašnjoj polovici ciklusa. Međutim, trenutak prije maksimalnog tlaka mala količina hladnog zraka dolazi u dodir s gazom te se tlak naglo povećava. To povećava maksimum tlaka i time pojačava vibraciju. U drugoj polovici ciklusa u kojem se tlak smanjuje, tlak iznad gaze je prisiljen teći prema dolje i proći kroz gazu. S obzirom na to da je već vruća, ne dolazi do promjene tlaka zbog gaze jer nema predaje topline. Zvučni val se tako pojačava kroz svaki vibracijski ciklus, i brzo postiže vrlo veliku amplitudu. 

To objašnjava zašto nema zvuka dok vatra zagrijava gazu: sav zrak koji prolazi kroz cijev se zagrijava pomoću plamena tako da dok dođe do gaze već je vruć i ne dolazi do povećanja tlaka. 

Kad se gaza nalazi u gornjem dijelu cijevi nema zvuka. U tom slučaju, hladan zrak doveden odozdo pomoću konvekcijske struje dospijeva do gaze krajem vanjskog vibracijskog gibanja. To je odmah prije minimuma tlaka, tako da naglo povećanje tlaka prilikom izmjene topline poništava zvučni val umjesto da ga pojačava. 

Mjesto gaze u cijevi nije kritično sve dok se nalazi u donjem dijelu cijevi. Za rad izvan svoje najbolje pozicije moraju se 2 stvari uzeti u obzir. Najveći dio topline će se prenijeti na zrak tamo gdje je pomak vala najveći tj. na kraju cijevi. Međutim efekt povećanja tlaka je najveći tamo gdje je najveća razlika tlakova tj. u sredini cijevi. Stavljajući gazu između ta 2 mjesta (na četvrtinu cijevi gledajući odozdo) je jednostavan način doći blizu optimalne pozicije. 

Rijkeova cijev se smatra oblikom termoakustičnim uređajem sa stojnim valom poznatim kao "toplinski stroj".

## Termoakustični sustavi
Akustični oscilacije u medijima su skup vremenski zavisnih varijabli, koje mogu prenositi energiju duž svojeg puta. Na putu akustičkog vala, uz tlak i gustoću, entropija i temperatura su također vremenski zavisne varijable. Temperaturne promjene duž puta mogu biti posložene da odigraju namijenjenu ulogu u termoakustičnom efektu. Međudjelovanje temperature i zvuka je primjenjiva u oba načina pretvorbe. Efekt se može upotrijebiti za proizvodnju akustičkih oscilacija dobavljanjem topline na vruću stranu svežnja i zvučne oscilacije se mogu koristiti da se inducira rashladni učinak dobavom tlačnog vala u rezonator u kojem se nalazi svežanj. U termoakustičnom toplinskom stroju, veliki temperaturni gradijent duž cijevi koja sadrži plin uzrokuje promjene u gustoći. Takve promjene u stalnom volumenu tvari prisiljuje promjenu tlaka. Ciklus termoakustičnih oscilacija je kombinacija prijenosa topline i promjene tlaka u sinusnom obliku. Prema Lordu Raleighu, samoinducirajuće oscilacije mogu biti potaknute pravilnim izmjenama faza prijenosa topline i promjene tlaka.

## Soundhaussova cijev
Rijkeova cijev radi tako da su oba kraja cijevi otvorena. Međutim, cijev zatvorena s jedne strane će također proizvoditi zvuk ako je zatvoreni kraj jako vruć. Takav uređaj se zove Soundhaussova cijev. Ova pojava su prvi opazili staklari i prvi put ju je opisao njemački fizičar Karl Friedrich Julius Soundhauss (1815–1886). Lord Rayleigh je prvi opisao način rada Soundhaussove cijevi. 

Soundhaussova cijev radi na sličan način kao i Rijkeova cijev: U početku zrak se giba prema toplom, zatvorenom dijelu cijevi gdje se zagrijava tako da se tlak na kraju povećava. Tako zagrijani zrak se zatim giba prema hladnijem, otvorenom dijelu cijevi. Zrak predaje toplinu cijevi i hladi se. Zrak udara malo izvan otvora cijevi, te pri tome kratko kompresira atmosferu; kompresija se širi kroz atmosferu kao zvučni val. Atmosfera zatim gura zrak natrag u cijev i cijeli ciklus se ponavlja. Za razliku od Rijkeove cijevi Soundhaussova cijev ne treba stalan protok zraka kroz cijev, i dok se Rijkeova cijev ponaša kao poluvalni rezonator, Soundhaussova cijev se ponaša kao četvrtvalni rezonator.

Kao i kod Rijkeove cijevi otkriveno je da pri stavljanju poroznog grijača - kao i "svežanj" ("čep" koja je porozan) -  u cijev, uvelike povećava snagu i učinkovitost Soundhaussove cijevi. ( u demonstracijskim modelima, cijev se može zagrijavati izvana, a čelična vuna može poslužiti kao svežanja.)